# Icó (ort)
Icó är en ort i Brasilien.   Den ligger i kommunen Icó och delstaten Ceará, i den östra delen av landet, 1 400 km nordost om huvudstaden Brasília. Icó ligger 156 meter över havet och antalet invånare är 28 323.
Terrängen runt Icó är huvudsakligen platt. Icó ligger nere i en dal. Icó är det största samhället i trakten.
Omgivningarna runt Icó är huvudsakligen savann. Runt Icó är det ganska glesbefolkat, med 50 invånare per kvadratkilometer.